# Natação na Universíada de Verão de 2007
As competições de natação na Universíada de Verão de 2007 foram disputadas no Aquatic Center da Thammasat University em Banguecoque e no Rangsit Center em Pathum Thani, Tailândia entre 9 e 14 de agosto de 2007.

## Medalhistas
Esses foram os resultados dos medalhistas da natação na Universíada de Verão de 2008:

### Masculino
| Evento                  | Ouro | Ouro             | Prata | Prata            | Bronze                                                                                      | Bronze           |
| Nado Crawl/Livre        | Nado Crawl/Livre | Nado Crawl/Livre | Nado Crawl/Livre | Nado Crawl/Livre | Nado Crawl/Livre                                                                            | Nado Crawl/Livre |
| ----------------------- | --- | ---------------- | --- | ---------------- | ------------------------------------------------------------------------------------------- | ---------------- |
| 50m                     | BRA Nicholas Santos | 22s12 (UR)       | AUS Jonathon Newton | 22s33            | USA Donald Scott Goodrich                                                                   | 22s39            |
| 100m                    | RUS Andrey Grechin | 49s29            | USA Adam James Ritter | 49s70            | BRA Fernando Silva                                                                          | 49s71            |
| 200m                    | USA Adam Ritter | 1m47s4 (UR)      | GBR Andrew Hunter | 1m48s17          | CAN Brian Johns                                                                             | 1m48s29          |
| 400m                    | ROM Dragos Coman | 3m48s29 (UR)     | USA Michael Patrick Klueh | 3m49s10          | RUS Yury Prilukov                                                                           | 3m49s19          |
| 800m                    | USA Chad Latourette | N/D (UR)         | RUS Yury Prilukov | N/D              | UKR Sergiy Fesenko                                                                          | N/D              |
| 1.500m                  | USA Chad Latourette | 15m00s26 (UR)    | UKR Sergiy Fesenko | 15m10s81         | USA Michael Patrick Klueh                                                                   | 15m13s04         |
| Nado Costas             | |                  | |                  |                                                                                             |                  |
| 50m                     | GER Helge Meeuw | 25s42 (UR)       | JPN Junya Koga | 25s43            | GBR Matthew Clay                                                                            | 25s44            |
| 100m                    | GER Helge Meeuw | 54s21            | AUT Markus Rogan | 54s27            | USA Nicholas Brewer Thoman                                                                  | 54s62            |
| 200m                    | AUT Markus Rogan | 1m56s66 (UR)     | JPN Takashi Nakano | 1m58s14          | USA Nicholas Brewer Thoman                                                                  | 1m58s61          |
| Nado Bruços/Peito       | |                  | |                  |                                                                                             |                  |
| 50m                     | UKR Oleg Lisogor | 27s74            | BRA Felipe Lima | 27s94            | GBR Darren Mew                                                                              | 27s95            |
| 50m                     | UKR Oleg Lisogor | 27s74            | BRA Felipe Lima | 27s94            | UKR Valerii Dymo                                                                            | 27s95            |
| 100m                    | UKR Valerii Dymo | 1m01s27          | RUS Grigory Falko | 1m01s33          | CAN Scott Dickens                                                                           | 1m01s42          |
| 200m                    | RUS Grigory Falko | 2m12s89          | USA Ryan Hurley | 2m13s24          | KAZ Vladislav Polyakov                                                                      | 2m13s53          |
| Nado Mariposa/Borboleta | |                  | |                  |                                                                                             |                  |
| 50m                     | UKR Sergii Breus | 23s71            | BRA Nicholas Santos | 23s74            | RUS Evgeny Korotyshkin                                                                      | 23s86            |
| 100m                    | CAN Darryl Rudolf | 52s89            | JPN Takashi Tomiyama | 52s97            | UKR Sergii Breus                                                                            | 53s01            |
| 200m                    | JPN Ryusuke Sakata | 1m55s92 (UR)     | CHN Chen Yin | 1m56s59          | USA Daniel Kirschner Madwed                                                                 | 1m57s16          |
| Medley                  | |                  | |                  |                                                                                             |                  |
| 200m                    | CAN Brian Johns | 1m59s97 (UR)     | JPN Ken Takakuwa | 2m00s09          | POL Lukasz Wojt                                                                             | 2m00s32          |
| 400m                    | USA Patrick Watson Mellors | 4m12s94 (UR)     | USA Alex Richard Vanderkaay | 4m17s34          | ITA Federico Turrini                                                                        | 4m19s96          |
| Revezamento             | |                  | |                  |                                                                                             |                  |
| 4x100m livre            | USA Estados Unidos Joseph Gordon Doyle Bryan Jackson Lundquist Adam James Ritter Matthew Grevers Michael Patrick Grevers Mathew Woodward McGinnis | 3m16s06 (UR)     | CAN Canadá Brian Johns Chad Hankewich Richard Hortness Darryl Rudolf                                                                      | 3m18s57          | RUS Rússia Yury Prilukov Sergey Perunin Andrey Grechin Dmitry Smirnov Evgeniy Lagunov       | 3m18s73          |
| 4 x 200m livre          | USA Estados Unidos Douglas Paul Van Wie Adam James Ritter Michael Patrick Klueh Mathew Woodward McGinnis                                          | 7m13s72 (UR)     | RUS Rússia Nikita Lobintsev Yury Prilukov Sergey Perunin Evgeniy Lagunov                                                                  | 7m16s20          | ITA Itália Nicola Cassio Andrea Busato Michele Cosentino Andrea Giavi                       | 7m17s93          |
| 4 x 100m medley         | RUS Rússia Maxim Ganikhin Sergey Makov Sergey Geybel Andrey Grechin Grigory Falko Evgeny Korotyshkin Dmitry Smirnov Evgeniy Lagunov               | 3m36s17 (UR)     | USA Estados Unidos Douglas Van Wie Adam Ritter Mathew Lowe Daniel Madwed Matt Grevers Nicholas Thoman Ryan Patrick Hurley Mathew McGinnis | 3m37s42          | UKR Ucrânia Sergii Breus Artem Pron Yuriy Yegoshin Valerii Dymo Igor Borysik Andrii Oleinyk | 3m37s74          |

### Feminino
| Evento                  | Ouro | Ouro             | Prata | Prata            | Bronze                                                                                           | Bronze           |
| Nado Crawl/Livre        | Nado Crawl/Livre | Nado Crawl/Livre | Nado Crawl/Livre | Nado Crawl/Livre | Nado Crawl/Livre                                                                                 | Nado Crawl/Livre |
| ----------------------- | --- | ---------------- | --- | ---------------- | ------------------------------------------------------------------------------------------------ | ---------------- |
| 50m                     | GER Britta Steffen | 24s87 (UR)       | BLR Aliaksandra Herasimenia | 25s01            | AUS Alice Mills                                                                                  | 25s11            |
| 100m                    | GER Britta Steffen | 54s36 (UR)       | USA Andrea Caroline Hupman | 55s36            | AUS Alice Mills                                                                                  | 55s40            |
| 200m                    | ITA Federica Pellegrini | 1m57s67 (UR)     | SLO Sara Isakovic | 1m58s19          | USA Kate Elizabeth Dwelley                                                                       | 1m59s35          |
| 400m                    | ITA Federica Pellegrini | 4m06s11 (UR)     | FRA Coralie Balmy | 4m10s08          | AUT Jordis Steinegger                                                                            | 4m11s88          |
| 800m                    | SUI Flavia Rigamonti | 8m25s59 (UR)     | ITA Federica Pellegrini | 8m34s97          | USA Kelsey Elizabeth Ditto                                                                       | 8m35s30          |
| 1.500m                  | SUI Flavia Rigamonti | 16m05s90 (UR)    | JPN Chika Yonenaga | 16m27s86         | USA Kelsey Elizabeth Ditto                                                                       | 16m36s31         |
| Nado Costas             | |                  | |                  |                                                                                                  |                  |
| 50m                     | JPN Aya Terakawa | 28s61 (UR)       | BLR Aliaksandra Herasimenia | 28s70            | BLR Sviatlana Khakhlova                                                                          | 28s83            |
| 100m                    | JPN Aya Terakawa | 1m01s50          | UKR Kateryna Zubkova | 1m01s50          | CHN Chen Yanyan                                                                                  | 1m01s50          |
| 200m                    | USA Kelly Marie Harrigan | 2m11s48          | NZL Melissa Jane Ingram | 2m11s98          | JPN Takami Igarashi                                                                              | 2m12s04          |
| Nado Bruços/Peito       | |                  | |                  |                                                                                                  |                  |
| 50m                     | GER Janne Mareike Schaefer | 30s99            | AUS Sarah Katsoulis | 31s51            | JPN Nanaka Tamura                                                                                | 31s78            |
| 100m                    | JPN Nanaka Tamura | 1m08s33          | AUS Sarah Katsoulis | 1m08s42          | AUT Mirna Jukic                                                                                  | 1m08s53          |
| 200m                    | KOR Jung Seul Ki | 2m24s67 (UR)     | JPN Rie Kaneto | 2m25s63          | CAN Annamay Pierse                                                                               | 2m25s73          |
| Nado Mariposa/Borboleta | |                  | |                  |                                                                                                  |                  |
| 50m                     | AUT Fabienne Nadarajah | 26s81            | JPN Yuka Kato | 26s82            | —                                                                                                | —                |
| 50m                     | AUT Fabienne Nadarajah | 26s81            | JPN Masae Oshimi | 26s82            | —                                                                                                | —                |
| 100m                    | CAN Mackenzie Downing | 58s88            | RUS Irina Bespalova | 59s02            | CHN Xu Yanwei                                                                                    | 59s22            |
| 200m                    | CAN Audrey Lacroix | 2m06s83 (UR)     | CAN MacKenzie Downing | 2m08s83          | SLO Sara Isakovic                                                                                | 2m09s45          |
| Medley                  | |                  | |                  |                                                                                                  |                  |
| 200m                    | USA Kaitlin Shea Sandeno | 2m12s13 (UR)     | UKR Yana Klochkova | 2m13s15          | RUS Svetlana Karpeena                                                                            | 2m14s37          |
| 400m                    | UKR Yana Klochkova | 4m37s50 (UR)     | USA Kaitlin Shea Sandeno | 4m41s57          | CHN Zhang Xin                                                                                    | 4m42s49          |
| Revezamento             | |                  | |                  |                                                                                                  |                  |
| 4 x 100m livre          | USA Estados Unidos Courtney Cashion Andrea Caroline Hupman Kara Janelle Denby Emily Susan Silver                                                  | 3m40s85 (UR)     | CHN China Xu Yanwei Zhu Yingwen Pang Jiaying Chen Yanyan                                                                                              | 3m41s38          | GER Alemanha Sonja Schober Britta Steffen Dorothea Brandt Annika Mareike Lurz Katharina Schiller | 3m42s68          |
| 4 x 200m livre          | USA Estados Unidos Kelly MarieHarrigan Kaitlin Shea Sandeno Erin Percell Reilly Kate Elizabeth Dwelley Andrea Caroline Hupman Lindsey Byrum Smith | 7m57s87 (UR)     | CHN China Xu Yanwei Zhu Yingwen Pang Jiaying Tan Miao                                                                                                 | 7m58s28          | ITA Itália Alice Carpanese Roberta Ioppi Federica Pellegrini Francesca Segat Flavia Zoccari      | 8m01s11          |
| 4 x 100m medley         | JPN Japão Yu Iwasaki Norie Urabe Aya Terakawa Nanaka Tamura Yuka Kato Masae Oshimi                                                                | 4m03s11 (UR)     | USA Estados Unidos Erin Percell Reilly Elaian Breeden Brooke Ann Bishop Jessica Siao Mei Embick Eleanor Jean Weberg Emily Susan Silver Lauren English | 4m03s96          | CAN Canadá MacKenzie Downing Caitlin Meredith Seanna Mitchell Annamay Pierse Kelly Stefanyshyn   | 4m04s52          |

## Quebra de recordes
Esses foram os recordes da natação quebrados durante a Universíada:

### Masculino
| Evento                      | Data         | Atleta (s) | Marca    | Recorde |
| --------------------------- | ------------ | --- | -------- | ------- |
| 50m nado livre              | 14 de agosto | BRA Nicholas Santos | 22s12    | UR      |
| 200m nado livre             | 13 de agosto | USA Adam James Ritter | 1m47s4   | UR      |
| 400m nado livre             | 12 de agosto | ROM Dragos Cristian Coman | 3m48s29  | UR      |
| 800m nado livre             | 10 de agosto | USA Chad Eric Latourette | 7m49s90  | UR      |
| 1.500m nado livre           | 14 de agosto | USA Chad Eric Latourette | 15m00s26 | UR      |
| 50m nado costas             | 11 de agosto | GER Helge Meeuw | 25s42    | UR      |
| 100m nado costas[a]         | 12 de agosto | GER Helge Meeuw | 53s85    | UR      |
| 200m nado costas            | 9 de agosto  | AUT Markus Rogan | 1m56s66  | UR      |
| 200m nado borboleta         | 9 de agosto  | JPN Ryusuke Sakata | 1m55s92  | UR      |
| 200m medley                 | 11 de agosto | CAN Brian Johns | 1m59s97  | UR      |
| 400m medley                 | 13 de agosto | USA Patrick Watson Mellors | 4m12s94  | UR      |
| Revezamento 4 x 100m livre  | 10 de agosto | USA Estados Unidos Joseph Gordon Doyle Bryan Jackson Lundquist Adam James Ritter Matthew Grevers Michael Patrick Grevers Mathew Woodward McGinnis | 3m16s06  | UR      |
| Revezamento 4 x 200m livre  | 12 de agosto | USA Estados Unidos Douglas Paul Van Wie Adam James Ritter Michael Patrick Klueh Mathew Woodward McGinnis                                          | 7m13s72  | UR      |
| Revezamento 4 x 100m medley | 14 de agosto | RUS Rússia Maxim Ganikhin Sergey Makov Sergey Geybel Andrey Grechin Grigory Falko Evgeny Korotyshkin Dmitry Smirnov Evgeniy Lagunov               | 3m36s17  | UR      |

a. ^ A quebra do recorde nos 100m nado costas aconteceu na 2ª bateria da fase classificatória.

### Feminino
| Evento                      | Data         | Atleta (s) | Marca    | Recorde |
| --------------------------- | ------------ | --- | -------- | ------- |
| 50m nado livre              | 14 de agosto | GER Britta Steffen | 24s87    | UR      |
| 100m nado livre             | 10 de agosto | GER Britta Steffen | 54s36    | UR      |
| 200m nado livre             | 12 de agosto | ITA Federica Pellegrini | 1m57s67  | UR      |
| 400m nado livre             | 11 de agosto | ITA Federica Pellegrini | 4m06s11  | UR      |
| 800m nado livre             | 9 de agosto  | SUI Flavia Rigamonti | 8m25s59  | UR      |
| 1.500m nado livre           | 13 de agosto | SUI Flavia Rigamonti | 16m05s90 | UR      |
| 50m nado costas             | 10 de agosto | JPN Aya Terakawa | 28s61    | UR      |
| 200m nado peito             | 11 de agosto | KOR Jung Seul Ki | 2m24s67  | UR      |
| 50m nado borboleta[b]       | 13 de agosto | BLR Aliaksandra Herasimenia | 26s63    | UR      |
| 200m nado borboleta         | 14 de agosto | CAN Audrey Lacroix | 2m06s83  | UR      |
| 200m medley                 | 10 de agosto | USA Kaitlin Shea Sandeno | 2m12s13  | UR      |
| 400m medley                 | 12 de agosto | UKR Yana Klochkova | 4m37s50  | UR      |
| Revezamento 4 x 100m livre  | 9 de agosto  | USA Estados Unidos Courtney Cashion Andrea Caroline Hupman Kara Janelle Denby Emily Susan Silver                                                  | 3m40s85  | UR      |
| Revezamento 4 x 200m livre  | 11 de agosto | USA Estados Unidos Kelly MarieHarrigan Kaitlin Shea Sandeno Erin Percell Reilly Kate Elizabeth Dwelley Andrea Caroline Hupman Lindsey Byrum Smith | 7m57s87  | UR      |
| Revezamento 4 x 100m medley | 13 de agosto | JPN Japão Yu Iwasaki Norie Urabe Aya Terakawa Nanaka Tamura Yuka Kato Masae Oshimi                                                                | 4m03s11  | UR      |

b. ^ A quebra do recorde nos 50m nado borboleta aconteceu na final B (disputa do 9º ao 16º lugar).

## Quadro de medalhas
| Ordem | País               | Medalha de ouro | Medalha de prata | Medalha de bronze |     |
| ----- | ------------------ | --------------- | ---------------- | ----------------- | --- |
| 1     | USA Estados Unidos | 10              | 8                | 8                 | 26  |
| 2     | JPN Japão          | 5               | 8                | 2                 | 15  |
| 3     | UKR Ucrânia        | 4               | 3                | 4                 | 11  |
| 4     | CAN Canadá         | 4               | 2                | 4                 | 10  |
| 5     | GER Alemanha       | 4               |                  | 2                 | 6   |
| 6     | RUS Rússia         | 3               | 4                | 4                 | 11  |
| 7     | ITA Itália         | 2               | 1                | 3                 | 6   |
| 8     | AUT Áustria        | 2               | 1                | 2                 | 5   |
| 9     | SUI Suíça          | 2               |                  |                   | 2   |
| 10    | BRA Brasil         | 1               | 2                | 1                 | 4   |
| 11    | GBR Grã-Bretanha   | 1               | 1                | 1                 | 3   |
| 12    | KOR Coreia do Sul  | 1               |                  |                   | 1   |
| 12    | ROM Romênia        | 1               |                  |                   | 1   |
| 14    | CHN China          |                 | 3                | 3                 | 6   |
| 15    | AUS Austrália      |                 | 3                | 2                 | 5   |
| 16    | BLR Bielorrússia   |                 | 2                | 1                 | 3   |
| 17    | SLO Eslovênia      |                 | 1                | 1                 | 2   |
| 18    | FRA França         |                 | 1                |                   | 1   |
| 18    | NZL Nova Zelândia  |                 | 1                |                   | 1   |
| 20    | KAZ Cazaquistão    |                 |                  | 1                 | 1   |
| 20    | POL Polônia        |                 |                  | 1                 | 1   |
|       | Total              | 40              | 41               | 40                | 121 |

Legenda
| Recorde mundial        | Recorde mundial (World record)               |                       | Recorde africano                      | Recorde africano (African) |                                           | Q | Classificado por posição (Qualified) |
| Recorde da Universíada | Recorde da Universíada (Universiade record)  | Recorde da América    | Recorde da América (Americas)         | q                          | Classificado por melhor tempo (Qualified) |   |                                      |
| Melhor marca do ano    | Melhor marca do ano (World leading)          | Recorde asiático      | Recorde asiático (Asian)              | DNS                        | Não largou (Did not start)                |   |                                      |
| Recorde nacional       | Recorde nacional (National record)           | Recorde europeu       | Recorde europeu (European)            | DNF                        | Não terminou (Did not finish)             |   |                                      |
| Recorde pessoal        | Recorde pessoal do atleta (Personal best)    | Recorde da Oceania    | Recorde da Oceania (Oceania)          | DSQ / DQ                   | Desclassificado (Disqualified)            |   |                                      |
| Recorde da temporada   | Recorde da temporada do atleta (Season best) | Recorde sul-americano | Recorde sul-americano (South America) | NM                         | Sem marca (No mark)                       |   |                                      |